# Estela d'Aristió
L'Estela d'Aristió data del 510 abans de la nostra era. Va ser creada per l'escultor Arístocles de Sició amb marbre pentèlic i mostra rastres de policromia. La van trobar a Velanideza, a prop de Marató, a l'Àtica, el 1839.

## Descripció
L'Estela d'Aristió o de Marató  és una estela funerària que ara és al Museu Arqueològic Nacional d'Atenes (NAMA, núm. d'inventari 29) que data del 510 ae. L'obra és una de les millors escultures de la Grècia arcaica tardana. Està tallada en marbre pentèlic i fa 2,02 m d'altura. La van trobar amb la base de 0,24 m d'alçada. Li falta la part superior del cap i el casc àtic. A la part superior de la base hi ha una inscripció, que indica el nom del difunt en genitiu: Ἀριστίονος, que significa «D'Aristió».
«Tant les proporcions com la posa recorden els curos del final d'escultura arcaica».
Aristió és representat com un hoplita barbut de perfil, mirant cap a la dreta. Va vestit amb un quitó sobre el qual duu una armadura. Aquesta és decorada amb motius geomètrics en forma de ziga-zaga i greques, mentre que a l'espatla duu la imatge d'una estrela. El personatge porta casc al cap i protectors a les cames. A la mà esquerra sosté una llança, i la dreta s'estén al llarg del cos. Les restes de pintura conservades indiquen que estava pintada amb roig, groc i blau. Aquesta estela és un dels exemplars més tardans de l'escultura arcaica atenenca.

## Creació
Se sabia que l'escultor Arístocles de Sició tenia la seua signatura en algunes bases, però la seua única obra famosa és aquesta estela.
El seu nom apareix després en una inscripció de l'Àtica trobada a Hieraka.

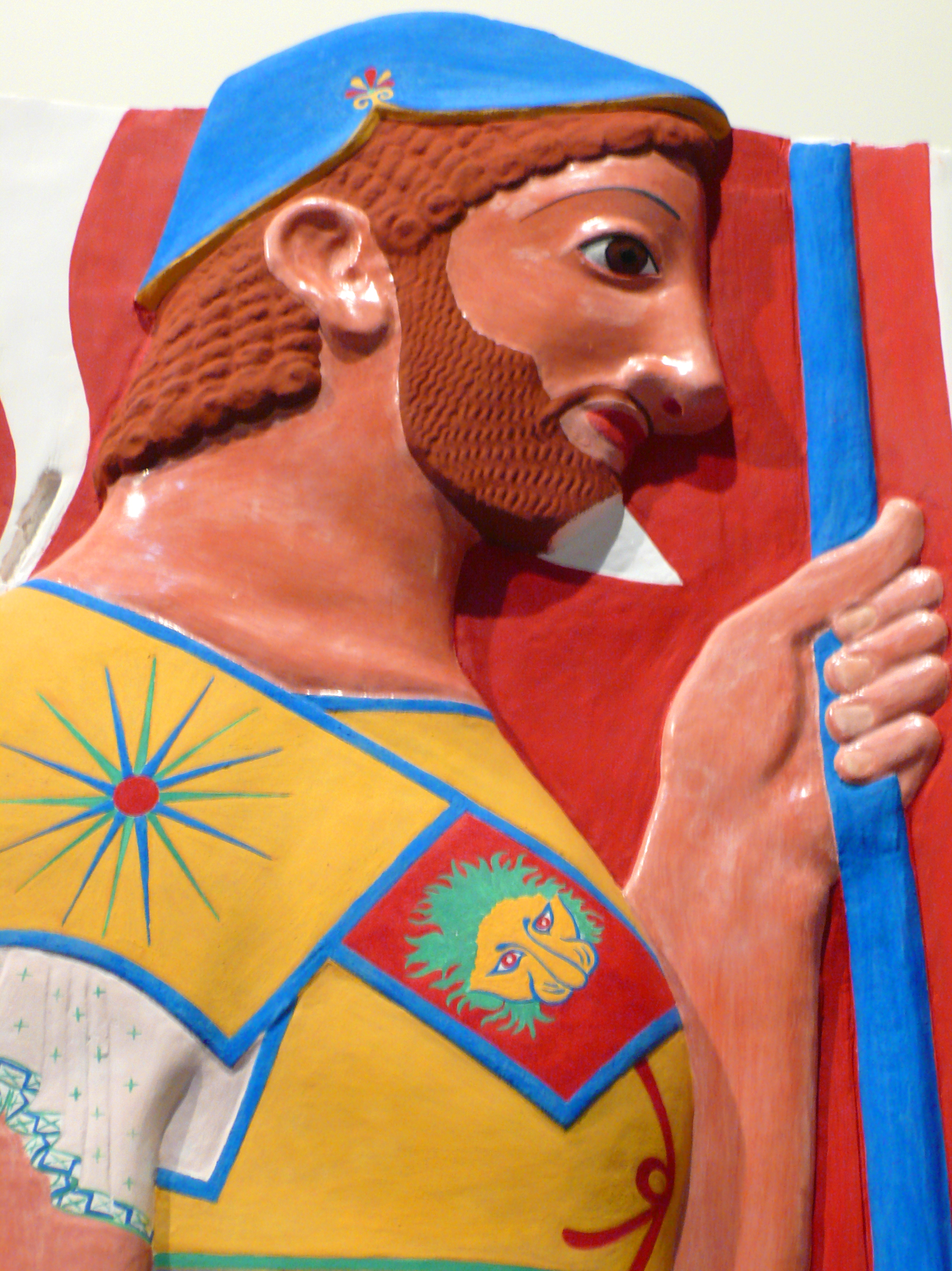
Detall de l'estela. El 2006, va ser reconstruïda per Vinzenz Brinkmann i Ulrike Koch-Brinkmann